# قرار مجلس الأمن التابع للأمم المتحدة رقم 80
اعتمد قرار مجلس الأمن التابع للأمم المتحدة رقم 80، في 14 مارس 1950، بعد أن تلقّى تقارير لجنة للهند وباكستان، فضلا عن تقرير من الجنرال ماكنوتون، أشاد المجلس بامتثال الهند وباكستان لوقف إطلاق النار ولتجريد جامو وكشمير من السلاح والاتفاق على الأدميرال تشيستر نيميتز كمدير لاستفتاء عام.
دعا القرار إلى (1) نزع السلاح المتزامن والتدريجي من قبل كل من الهند وباكستان إلى حد أن القوة المتبقية «لن تسبب الخوف في أي وقت للناس على جانبي خط وقف إطلاق النار».  (2) المناطق الشمالية ستديرها السلطات المحلية، وتخضع لرقابة الأمم المتحدة (3) يعين المجلس ممثلاً للأمم المتحدة للمساعدة في التحضير لبرنامج نزع السلاح وتنفيذه، لإسداء المشورة لحكومات الهند و وباكستان وكذلك المجلس، لممارسة كل سلطات ومسؤوليات لجنة الأمم المتحدة للهند وباكستان، وترتيب أن يتولى مدير الاستفتاء جميع المهام الموكلة إليه في المرحلة المناسبة لنزع السلاح والإبلاغ إلى المجلس كما رأى ضرورة.
وشكل القرار تحولا عن القرار 47 الذي دعا باكستان إلى الانسحاب أولا. طلب القرار من الهند وباكستان سحب قواتهما في وقت واحد لغرض الاستفتاء. كما أنه ضمن بشكل ضمني قوات آزاد كشمير وقوات ولاية جامو وكشمير، والتي تتعارض مع الضمانات التي قدمتها لجنة الأمم المتحدة السابقة. لم تجد هذه المحاولة من أجل المساواة بين أزاد كشمير وجامو وكشمير موافقة الهند.
وطلب القرار من الحكومتين اتخاذ جميع الاحتياطات اللازمة لضمان استمرار وقف إطلاق النار، وشكر أعضاء لجنة الأمم المتحدة للهند وباكستان وكذلك الجنرال ماكنوتون ووافق على أن لجنة الأمم المتحدة للهند وباكستان ستُنهى بعد شهر من إبلاغ الطرفين لممثل الأمم المتحدة بقبولهما نقل سلطات ومسؤوليات لجنة الأمم المتحدة إليه.
صدر القرار بأغلبية ثمانية أصوات. امتنعت الهند ويوغوسلافيا، وكان الاتحاد السوفيتي غائبًا عند إجراء التصويت.

## فهرس
- Das Gupta، Jyoti Bhusan (2012) [first published 1968]، Jammu and Kashmir، Springer، ISBN:978-94-011-9231-6، مؤرشف من الأصل في 2022-05-21  Das Gupta، Jyoti Bhusan (2012) [first published 1968]، Jammu and Kashmir، Springer، ISBN:978-94-011-9231-6، مؤرشف من الأصل في 2022-05-21
- Korbel، Josef (1966) [first published 1954]، Danger in Kashmir (ط. second)، Princeton University Press، مؤرشف من الأصل في 2023-03-27

## روابط خارجية
- نص القرار في undocs.org